# La Reine Rouge
La Reine Rouge (titre original : Gentleman Jole and the Red Queen) est un roman de science-fiction de l'écrivain américain Lois McMaster Bujold, publié en 2016 puis traduit en français et publié en 2017. Il fait partie de la Saga Vorkosigan dont il constitue le vingt-et-unième volet suivant l'ordre chronologique de l'univers de la Saga Vorkosigan.

## Éditions
- Gentleman Jole and the Red Queen, Baen Books, 2 février 2016, 352 p.  (ISBN 978-1-4767-8122-8)
- La Reine Rouge, 15 mars 2017, J'ai lu, coll. « Nouveaux Millénaires », trad. Sandy Julien, 320 p.  (ISBN 978-2-290-13969-1)